# Хоси (певец)
Квон Сунён (кор. 권순영, 權純永; род. 15 июня 1996, Намъянджу, Кёнгидо), более известный как Хоси (кор. 호시) — южнокорейский певец и танцор. Является участником бой-бэнда Seventeen, основанного Pledis Entertainment, лидер подгруппы выступлений и член саб-юнита BSS. 2 апреля 2021 года Хоси выпустил свой первый сольный микстейп «Spider».

## Ранняя жизнь
Квон Сунён родился в Намъянджу, провинция Кёнгидо, Южная Корея. Хоси учился в средней школе Масок, а затем поступил в Университет Ханян.

## Карьера

### 2011—2014: Пре-дебют
Хоси присоединился к Pledis Entertainment в конце 2011 года, где он проходил обучение в течение следующих четырёх лет. В 2013 году он появился в, онлайн-реалити-шоу Seventeen TV, в котором были представлены стажёры Pledis и потенциальные участники мужской группы Seventeen. Шоу периодически транслировалось на Ustream, где участники показывали, как они тренируются, поют, создают хореографические постановки и играют в игры. Онлайн-шоу под названием Like Seventeen также включало участие в концертах.

### 2015—настоящее время: Seventeen и сольная деятельность
В 2015 году 29 мая Хоси дебютировал в составе южнокорейской мужской группы Seventeen с мини-альбомом 17 Carat. Хоси, Сынкван и DK вошли в состав саб-юнита BSS, названного по частям имён участников: Пу Сынкван (Boo), Ли Сонмин (Seok) и Квон Сун Ён (Soon). 21 марта 2018 года группа выпустила дебютный сингл Just Do It.
2 апреля 2021 года Хоси выпустил первый сольный микстейп Spider. Хоси участвовал в общем процессе создания песни, включая текст и исполнение. В 2023 году Хоси и его коллега по группе Джошуа приняли участие в реалити-шоу TVING «Броключения в Дубае» с Ю Ён Соком, Ли Дон Хви, Кюхеном, Чи Сок Чином, Чо Се Хо и Ли Сын Ги.

## Образ в медиа

### Продвижение
Хоси был приглашён различными брендами для продвижения их продукции. В июле 2023 года Хоси был выбран в качестве посла южнокорейского веганского бренда по уходу за кожей d’Alba в Японии, а в мае следующего года стал его глобальным послом в Азии. В октябре 2023 года он стал первым послом южнокорейского бренда кимчхи Jongga. Для продвижения бренда компания Jongga выступила спонсором модной фотосессии Vogue Korea, вдохновлённый кимчхи, на котором Хоси был изображён в различных красных нарядах. Кроме того, Хоси был изображён на цифровой обложке южнокорейского журнала High Cut в июле 2024 года, на которой была представлена тема «Тайное пространство Хоси, наполненное радостью», отсылающая к его реальной любви к кимчхи.
В августе 2024 года Хоси и участник Seventeen S.Coups стали амбассадорами бренда NARS Korea, начав свою деятельность с фотосессии для сентябрьского выпуска журнала Allure Korea. В январе 2025 года они были выбраны в качестве моделей для лимитированной коллекции NARS Amor.

### Мода
19 января 2023 года Хоси впервые появился на Неделе моды в Париже, посетив показ мужской одежды Alexander Mattiussi осень-зима 2023—2024 от французского люксового модного дома AMI Paris. После посещения показа осенне-зимней коллекции 2024 года люксового бренда Diesel в Милане Хоси был объявлен послом бренда в Азиатско-Тихоокеанском регионе в июле 2024 года.

## Благотворительность
В марте 2020 года стало известно, что Хоси пожертвовал 50 миллионов вон (42 694 доллара США) Национальной ассоциации помощи пострадавшим от стихийных бедствий «Мост Надежды». Пожертвование будет использовано для приобретения карантинных материалов для малообеспеченных слоёв населения, пострадавших от COVID-19, а также для поддержки медицинского персонала и волонтёров. В апреле 2020 года отец Хоси, Квон Хёк Ту, посетил по его поручению административный центр социального обеспечения в квартале Хвадодон, Намьянджу, и доставил экологически чистую стерилизованную воду на сумму 1,54 миллиона вон в общинный фонд Кёнгидо в Корее. 29 октября 2020 года средняя школа Масок в провинции Кёнгидо объявила, что Хоси пожертвовала 23,1 миллиона вон в виде стипендий для нуждающихся учащихся.
По данным Фонда социального обеспечения Северного региона Кёнгидо, 10 июня 2021 года Хоси пожертвовал 100 миллионов вон благотворительному фонду Намъянджу и присоединился к Обществу чести, клубу благородных жертвователей любви. Пожертвование Хоси было приурочено к его 26-летию, и он присоединился к спонсорской деятельности, услышав, что всё больше и больше соседей по общине нуждаются в помощи. Эта сумма будет использована для помощи обездоленным, таким как дети, подвергшиеся жестокому обращению, семьи с одним родителем, инвалиды и многим другим, через центры по уходу в Намъянджу.
В декабре 2021 года администрация города Намъянджу вручила Хоси памятную доску с благодарностью за его вклад в возрождение культуры пожертвований. «Я искренне благодарю Хоси, ангела-благотворителя, который не забывает о сообществе и оказывает благотворительное влияние различными методами и постоянными пожертвованиями», — сказал Чхве Дэ Джип, глава Административного центра социального обеспечения Хвадо Судон, который вручил памятную доску с благодарностью от имени мэра Намъянджу Чо Кван Хана.

## Дискография

### Микстейпы
| Название | Детали                                                                                                   | Наивысшая позиция |
| Название | Детали                                                                                                   | US World          |
| -------- | --- | ----------------- |
| «Spider» | - Выпущен: 2 апреля 2021 года - Лейбл: Pledis Entertainment - Форматы: Digital download, streaming audio | 5                 |

### Синглы
| Название                                   | Год  | Наивысшая позиция | Альбом      |
| Название                                   | Год  | KOR               | Альбом      |
| ------------------------------------------ | ---- | ----------------- | ----------- |
| «Screen Time» (Epik High совместно с Хоси) | 2023 | 129               | Screen Time |

### Саундтреки
| Название                                                                                       | Год  | Альбом                     |
| ---------------------------------------------------------------------------------------------- | ---- | -------------------------- |
| Shingiru (с Джошуа)                                                                            | 2023 | Броключения в Дубае OST    |
| Our Vacation (с Ли Сын Ги, Лю Ёнсоком, Чо Кюхёном, Чи Сокчином, Ли Дон Хви, Чо Се Хо и Джошуа) | 2023 | Броключения в Дубае OST    |
| Goddess of Despair                                                                             | 2024 | Astra: Knights of Veda OST |

### Композиторские права
Все права адаптированы Корейской ассоциацией авторских прав на музыку, если не указано иное.
| Год  | Артист                 | Песня                          | Альбом                          | Слова | Слова                                                    | Музыка | Музыка                           |
| Год  | Артист                 | Песня                          | Альбом                          | Титры | Совместно                                                | Титры  | Совместно                        |
| ---- | ---------------------- | ------------------------------ | ------------------------------- | ----- | -------------------------------------------------------- | ------ | -------------------------------- |
| 2015 | Seventeen              | Jam Jam                        | 17 Carat                        | Yes   | Woozi, Dino, Vernon                                      | No     | N/A                              |
| 2015 | Seventeen              | Still Lonely                   | Love & Letter                   | Yes   | Woozi, Vernon, Wonwoo, Сынкван                           | No     | N/A                              |
| 2016 | Seventeen              | No F.U.N                       | Love & Letter — Repackage Album | Yes   | Woozi, S.Coups, Vernon, Wonwoo, Seungkwan, Dino          | No     | N/A                              |
| 2016 | Seventeen              | Highlight                      | Going Seventeen                 | Yes   | Bumzu, Dino, Джун, The8, Lee Yoo-jung                    | Yes    | Bumzu                            |
| 2016 | Seventeen              | Fast Pace                      | Going Seventeen                 | Yes   | Woozi, S.Coups, Vernon                                   | No     | N/A                              |
| 2017 | Seventeen              | Don’t Wanna Cry                | Al1                             | Yes   | Woozi, Vernon, Jeonghan, Bumzu                           | No     | N/A                              |
| 2017 | Seventeen              | Swimming Fool                  | Al1                             | No    | N/A                                                      | Yes    | Woozi, Bumzu                     |
| 2017 | Seventeen              | Who                            | Al1                             | Yes   | Dino                                                     | No     | N/A                              |
| 2017 | Seventeen              | Change Up                      | Teen, Age                       | Yes   | Woozi, S.Coups, Bumzu                                    | No     | N/A                              |
| 2017 | Seventeen              | Without You                    | Teen, Age                       | Yes   | Vernon, S.Coups, Jeonghan, The8, Mingyu, DK, Dino, Bumzu | No     | N/A                              |
| 2017 | Seventeen              | Clap                           | Teen, Age                       | Yes   | Vernon, Jeonghan, Mingyu, DK, Seungkwan, Bumzu           | No     | N/A                              |
| 2017 | Seventeen              | Bring It                       | Teen, Age                       | Yes   | Woozi, Vernon                                            | No     | N/A                              |
| 2018 | Seventeen              | Thanks                         | Director’s Cut                  | Yes   | Woozi, Bumzu                                             | No     | N/A                              |
| 2018 | Seventeen              | Moonwalker                     | You Make My Day                 | Yes   | Woozi, Bumzu, Dino                                       | No     | N/A                              |
| 2018 | Seventeen              | Shhh                           | You Made My Dawn                | Yes   | Bumzu, Dino                                              | No     | N/A                              |
| 2018 | Seventeen              | Getting Closer                 | You Made My Dawn                | No    | N/A                                                      | Yes    | Woozi, Bumzu                     |
| 2019 | Seventeen              | 247                            | An Ode                          | Yes   | Woozi, Bumzu, The8, Dino                                 | No     | N/A                              |
| 2020 | Seventeen              | Together                       | Heng: garæ                      | Yes   | Woozi, Bumzu, S.Coups, Mingyu                            | No     | N/A                              |
| 2020 | Seventeen              | Light a Flame                  | Semicolon                       | Yes   | Woozi, Bumzu, Wonwoo                                     | No     | N/A                              |
| 2021 | Hoshi                  | Spider                         | Spider                          | Yes   | Woozi, Bumzu                                             | No     | Woozi, Park Gi-tae (Prismfilter) |
| 2021 | Seventeen              | Wave                           | Your Choice                     | Yes   | Woozi, Bumzu, Jun, The8, Dino                            | No     | N/A                              |
| 2021 | Hoshi                  | Tiger Power                    | N/A                             | Yes   | Woozi, Bumzu, Glenn (Prismfilter)                        | Yes    | Bumzu                            |
| 2021 | Seventeen              | Pang                           | Attacca                         | Yes   | Woozi, Bumzu, Dino                                       | No     | N/A                              |
| 2022 | Seventeen              | If You Leave Me                | Face the Sun                    | Yes   | Woozi, Bumzu, S.Coups, Nmore (Prismfilter)               | No     | N/A                              |
| 2022 | Seventeen              | Cheers                         | Sector 17                       | Yes   | Woozi, Bumzu, S.Coups                                    | No     | N/A                              |
| 2022 | Hoshi (feat. Tiger JK) | Tiger                          | N/A                             | Yes   | Woozi, Tiger JK                                          | No     | N/A                              |
| 2023 | Seventeen              | I Don’t Understand But I Luv U | FML                             | Yes   | Woozi, Bumzu, Dino                                       | No     | N/A                              |
| 2023 | Hoshi                  | Stay                           | N/A                             | Yes   | Glenn                                                    | Yes    | Glenn, Nmore (Prismfilter)       |
| 2023 | Seventeen              | Back 2 Back                    | Seventeenth Heaven              | Yes   | Woozi, Bumzu                                             | No     | N/A                              |

## Фильмография

### Телешоу
| Год  | Название             | Роль                   | Примечание     | Ист.   |
| ---- | -------------------- | ---------------------- | -------------- | ------ |
| 2018 | Так себе герои       | Член актёрской команды |                | [ 30 ] |
| 2018 | Лучший певец в маске | Участник               | Эпизод 153—154 | [ 31 ] |
| 2018 | Танцуй на пределе    | Специальный жюри       | Эпизод 7-8     | [ 32 ] |

### Веб-шоу
| Год       | Название                        | Роль                   | Ист.   |
| --------- | ------------------------------- | ---------------------- | ------ |
| 2013-2014 | Seventeen TV                    | Член актёрской команды |        |
| 2015      | Hoshi and Seungkwan’s Andromeda | Член актёрской команды | [ 33 ] |
| 2023      | Броключения в Дубае             | Член актёрской команды | [ 34 ] |

### Появление в музыкальных клипах
| Год  | Название песни | Артист         | Ист.   |
| ---- | -------------- | -------------- | ------ |
| 2012 | «Face»         | NU’EST         | [ 35 ] |
| 2012 | «Venus»        | Hello Venus    | [ 36 ] |
| 2014 | «My Copycat»   | Orange Caramel | [ 37 ] |